# Xylocopa fenestrata
Xylocopa fenestrata, ou Xylocopa (Ctenoxylocopa) fenestrata, é uma espécie de abelha carpinteiro. É amplamente distribuído em países da Ásia e muito poucos países da África como Madagascar e Seychelles. É considerado uma praga de madeira e bambu, mas também é um polinizador valioso.

## Leituras recomendadas
- Ruggiero M. (project leader), Ascher J. et al. (2013). ITIS Bees: World Bee Checklist (version Sep 2009). In: Species 2000 & ITIS Catalogue of Life, 11 March 2013 (Roskov Y., Kunze T., Paglinawan L., Orrell T., Nicolson D., Culham A., Bailly N., Kirk P., Bourgoin T., Baillargeon G., Hernandez F., De Wever A., eds). Digital resource at www.catalogueoflife.org/col/. Species 2000: Reading, UK.
- John Ascher, Connal Eardley, Terry Griswold, Gabriel Melo, Andrew Polaszek, Michael Ruggiero, Paul Williams, Ken Walker, and Natapot Warrit.